# مدرسة جورج واشنطن للقانون
مدرسة جورج واشنطن للقانون (بالإنجليزية: George Washington University Law School)‏  هي كلية قانون، تأسست في 1865م، في الولايات المتحدة، بلغ عدد طلابها 1,646.